# Durbania ayresi
Durbania ayresi är en fjärilsart som beskrevs av Van Son 1941. Durbania ayresi ingår i släktet Durbania och familjen juvelvingar. Inga underarter finns listade i Catalogue of Life.